# Victoria West
Victoria West este un oraș din provincia Noord-Kaap, Africa de Sud.